# Frottage de laiton
 (novembre 2024).
Si vous disposez d'ouvrages ou d'articles de référence ou si vous connaissez des sites web de qualité traitant du thème abordé ici, merci de compléter l'article en donnant les références utiles à sa vérifiabilité et en les liant à la section « Notes et références ».

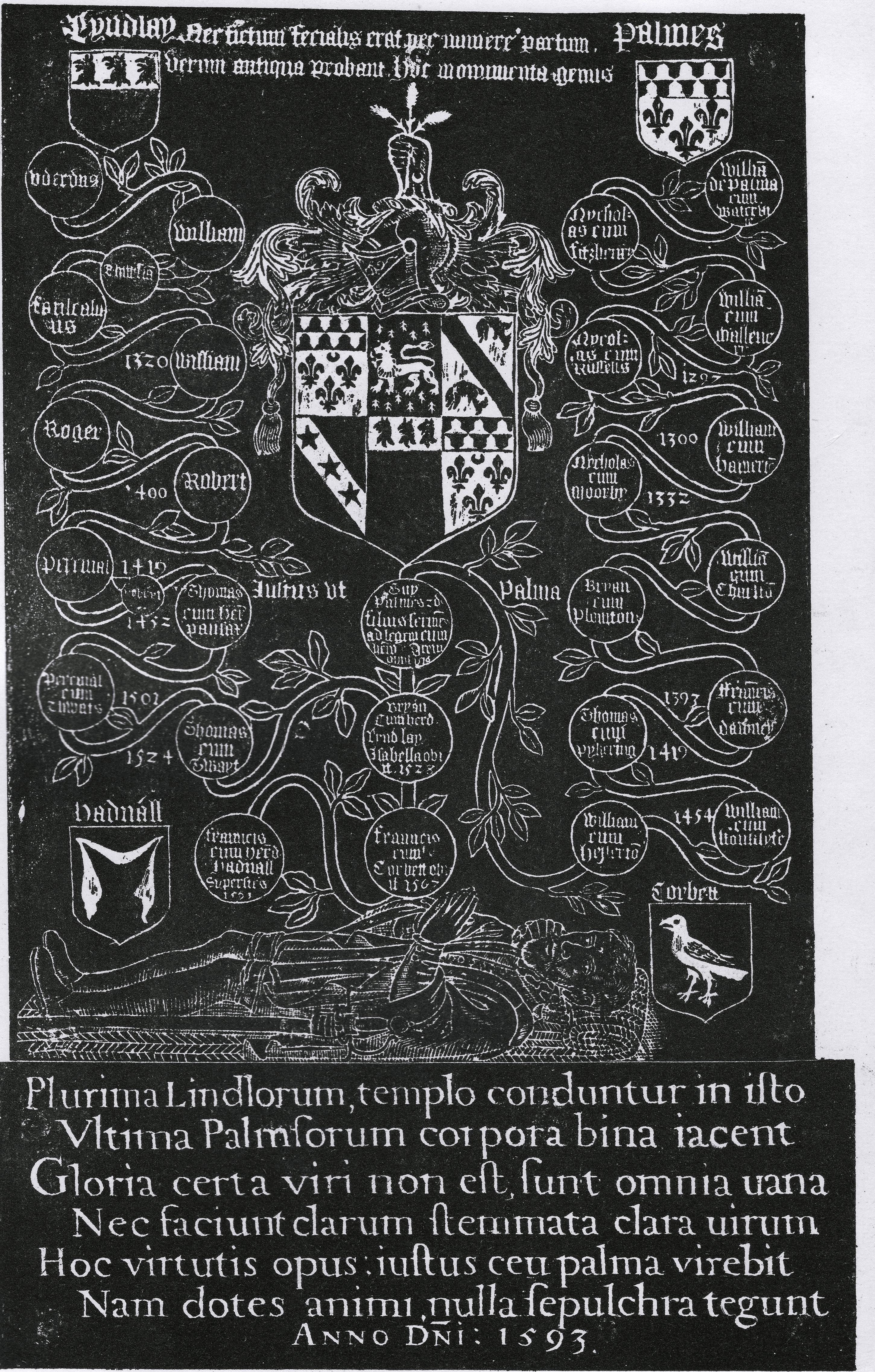
Frottement en laiton d'un mémorial montrant l'alliance de la famille Lindley et Palmes, église d'Otley, dans le Yorkshire de l'Ouest.

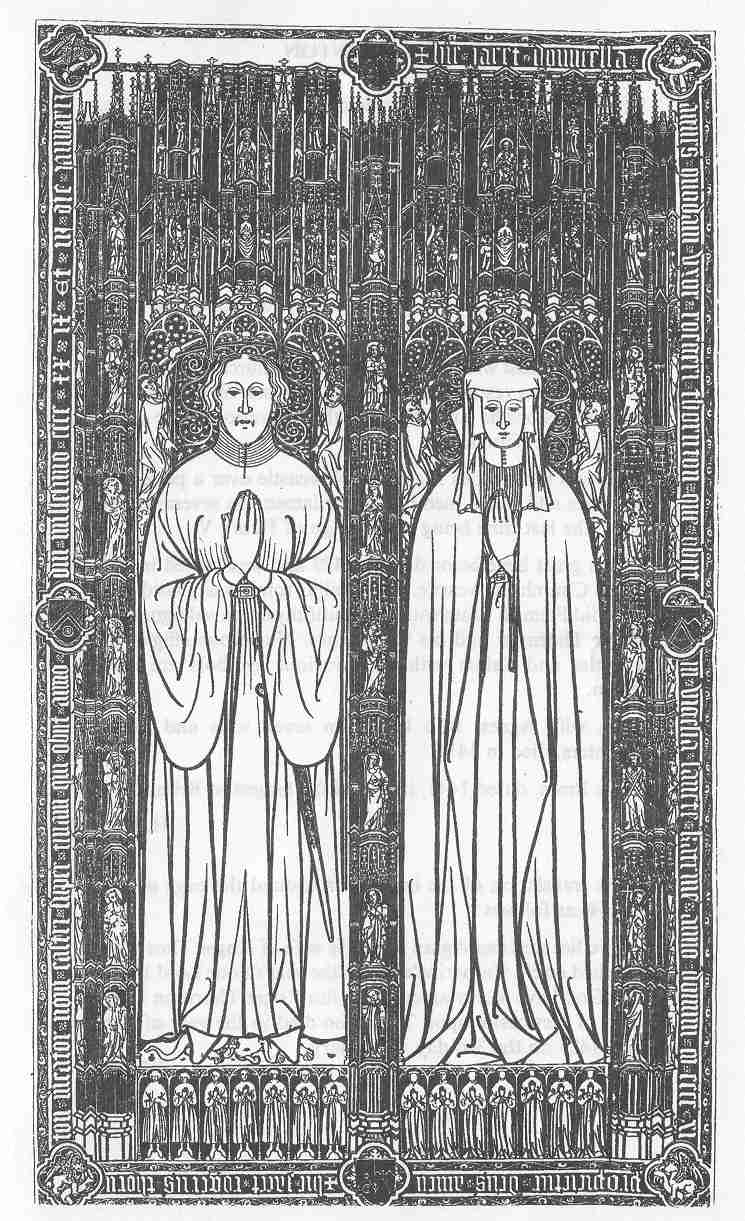
Frottement du laiton des Thornton, cathédrale de Newcastle (Newcastle upon Tyne), considérée comme la plus grande du pays. Il est désormais exposé verticalement en face de la fenêtre est, après avoir été déplacé de l' voisine, reconstruite depuis l'époque du laiton.

Le frottage de laiton (en anglais : brass rubbing) est à l'origine une pratique visant à reproduire sur papier des laitons monumentaux (en) — des plaques commémoratives en laiton trouvées dans les églises, généralement à l'origine sur le sol, entre les XIIIe et XVIe siècles.
Ce passe-temps est particulièrement populaire dans la Grande-Bretagne de l'époque victorienne en raison du grand nombre de cuivres médiévaux qui y subsistent, plus que dans tout autre pays. Le concept de reproduire des textures d'objets est plus généralement appelé faire un frottage. Ce qui distingue ces frottages de lation du frottage d'autres supports est que la première est destinée à reproduire fidélement la forme du sujet transféré, tandis que le frottage classique est généralement destiné uniquement à reprendre la texture générale.
Les frottages de laiton sont créés en posant une feuille de papier sur une pièce de laiton (alors appelée « latten » — un alliage zinc-cuivre produit via le procédé obsolète du laiton à la calamine (en)) et en frottant le papier avec du graphite, de la cire ou de la craie, un processus similaire au frottage d'un crayon sur un morceau de papier placé sur une pièce de monnaie. Dans le passé, les frottages étaient généralement réalisés à l'aide d'une sorte de rouleau de papier kraft (d'environ 560 à 760 mm de large) posé sur le laiton et frotté avec du « heelball », une boule constituée d'un mélange de cire et de carbone organique noir (autrefois utilisée pour cirer les chaussures). Aujourd'hui, la plupart des frotteurs de laiton achètent des rouleaux de papier spéciaux en matériau velouté noir très résistant, et les crayons sont en or, argent ou bronze (d'autres couleurs sont possibles).
Selon la Monumental Brass Society, la pratique du frottement du laiton ne nuit pas au laiton si elle est effectuée correctement, à condition que le laiton soit solidement fixé. Néanmoins, dans de nombreux cas, la création de frottages est interdite par les sites historiques et les églises. Les centres de frottage de laiton avec des répliques de plaques de laiton originales sont devenus une source principale de frottage de laiton au Royaume-Uni. Les répliques ne sont souvent pas à la même échelle que l'original.